# Апу Нахасапімапетілон
Апу́ Нахасапімапетілон (англ. Apu Nahasapeemapetilon), або просто Апу — один з вигаданих персонажів мультсеріалу Сімпсони. Апу продавець у магазині Kwik-E-Mart, один з найближчих друзів Гомера Сімпсона.

## Біографія
Апу народився в якомусь хутірському селі на півночі Індії у сім'ї ремісника. Апу не був єдиною дитиною у його сім'ї : у нього є старший брат Санджей Нахасапімапетілон, якому 36 років і 3 сестри, ім'я яких не згадувались. Апу з успіхом закінчив школу. Єдина, на його думку,
негативна подія у його ранньому житті те, що за нього вже зробили вибір одруження у восьмирічному віці — за дівчину з його ж селища Манджулу. У 17 років Апу відрядили на навчання до Калькуттського університету технологій (хоча Апу одного разу стверджував, що він ще має диплом МІТ-Массачусетський Інститут Технологій). Оскільки грошей в його сім'ї не було, то Апу мусив відробляти усі гроші за своє навчання. У 21 рік, коли він закінчив інститут, він поїхав відробляти борги у Спрингфілд, США. Коли він повернув усі борги, то вирішив залишитись у США, взяв громадянство країни та став американцем.

## Апу у магазині
Апу продавець (власник, прибиральник і консультант) крамниці Kwik-E-Mart. Апу доволі скупий, намагається заощадити гроші на всьому — і саме тому, більшість продуктів у його магазині вже давно прострочені. Йому присилають всілякі товари з усього світу, половину з них незаконно. Апу був винен у тому, що у коробці з болівійськими пончиками були екзотичними ящірки, які згодом розплодились і заселили усе місто. Апу ніколи не продає безалкогольне пиво, замість холодильника у нього знаходиться вихід нагору, де він безплатно дивиться кіно у сусідньому відкритому кінотеатрі. Він також продає прострочені хот-доги та напій з різними начинками — «Сквіші» і до того ж підробляє строки придатності продуктів. Апу дуже ввічливо ставиться до своїх клієнтів, особливо до озброєних: він без розмов віддає усі гроші грабіжникам, навіть не намагаючись захистити себе, хоча тримає рушницю. Апу також не менше 10 разів був поранений з вогнепальної зброї та завжди виживав. Він також тримає у крамниці статуетку індійського бога Ганеші, якого "задобрює" за допомогою сиропу.

## Сімейне життя Апу
Коли Апу було 28 років, до нього приїхала його мама та Апу мусив удавати, що він вже одружений і його дружина — Мардж Сімпсон, проте ця афера не вдалася та Апу, як і передбачувалося одружився з Манджулею. У них народилося восьмеро дітей. Більше дітей у серіалі має тільки Клітус Спаклер — 44 дитини. Фінансове становище Апу і тут лишається незрозумілим: після народження дітей він жив у злиднях, хоча виявилось, що як продавець він забирає собі не 4 відсотки місячного виторгу, а усі 100! Проте Апу не завжди був вірний Манджулі, що призвело до тимчасового розлучення, але за допомогою Мардж вони знову повернулися один до одного.